# 자카르타 포스트
《자카르타 포스트》(영어: The Jakarta Post)는 인도네시아에서 발행되는 일간 영자 신문이다. PT 비나 미디어 텡가라가 소유하고 있으며, 자카르타에 본사가 위치하고 있다,